# Бурниц, Рудольф Генрих
Рудольф Генрих Бурниц (нем. Rudolf Heinrich Burnitz; 18 февраля 1827, Франкфурт-на-Майне — 13 ноября 1880, Франкфурт-на-Майне) — немецкий архитектор периода историзма. Работал во Франкфурте-на-Майне (земля Гессен).

## Биография
Рудольф Генрих был сыном франкфуртского архитектора Рудольфа Бурница и двоюродным братом живописца Петера Бурница. Учился во Франкфуртe-на-Майне, прошёл дополнительную стажировку у Фридриха Августа Штюлера в Берлине и Генриха Хюбша в Карлсруэ на строительстве городского театра. С 1853 по 1855 год путешествовал по Италии, изучая архитектуру итальянского Возрождения.
Во Франкфурте Рудольф Генрих Бурниц сотрудничал с архитектором Паулем Валло, занимался реконструкцией городского театра, строительством торговых залов, Петерсшуле (1859—1860), Заальбау (1861) и здания Политехнического общества.

## Основные постройки
- 1861. Заальбау. Франкфурт-на-Майне
- 1863–1864. Новое здание штаб-квартиры банка D. & J. de Neufville, Франкфурт-на-Майне
- 1863–1865. Зегенскирхе, Грисхайме
- 1864–1866. Вилла Шёнбуш, Кронберг
- 1871–1873. Интерьер замка Зеерхаузен (снесён в 1949 году)
- 1874–1879. Франкфуртская фондовая биржа (в сотрудничестве с Оскаром Зоммером и Александром Линнеманом)